# 季什基夫西卡斯洛博達
48°46′46″N 29°34′59″E / 48.77944°N 29.58306°E
季什基夫西卡斯洛博達（烏克蘭語：Тишківська Слобода），是烏克蘭的村落，位於該國西南部文尼察州，由海辛區負責管轄，始建於1860年，面積0.45平方公里，海拔高度232米，2001年人口55，人口密度每平方公里122.77人。